# Das Boot (TV-serie, 2018)
Das Boot är en TV-serie som är en fortsättning på filmen Ubåten. Handlingen börjar hösten 1942 (ett år efter händelserna i filmen) och kretsar kring den tyska ubåten U 612 och Simone Strasser som är verksam i den tyska ubåtshamnen La Rochelle och som hamnar mellan fronterna. 
TV-serien hade premiär i de tyskspråkiga länderna samt Storbritannien och Irland den 23 november 2018. I Sverige visades den för första gången på SVT den 16 mars 2019. "Das Boot" har kostat 33 miljoner dollar och är därmed en av de dyraste tyska TV-serierna hittills och flera internationellt kända skådespelare som Vicky Krieps, Tom Wlaschiha och Lizzy Caplan medverkar. Doldingers musik från originalfilmen har använts även i TV-serien, i synnerhet ledmotivet.
Serien fick i Sverige blandade recensioner. Medan Aftonbladets Karolina Fjellborg såg en "tjusig, brutal och klaustrofobisk krigsserie med plats även för kvinnor" såg Svenska Dagbladets Anders Björkman en TV-serie som "försöker [...] tillfredsställa alla" och kritiserade manusets bristande logik.

## Avsnitt
| Serie | Serie | Avsnitt | Avsnitt | Originalvisning       | Originalvisning      |
| Serie | Serie | Avsnitt | Avsnitt | Första sändningsdatum | Sista sändningsdatum |
| ----- | ----- | ------- | ------- | --------------------- | -------------------- |
|       | 1     | 8       | 8       | 23 november 2018      | 14 december 2018     |
|       | 2     | 8       | 8       | 24 april 2020         | 15 maj 2020          |
|       | 3     | 10      | 10      | 14 maj 2022           | 11 juni 2022         |
|       | 4     | 6       | 6       | 22 september 2023     | 22 september 2023    |

## Roller i urval
- Rick Okon: Kapitänleutnant Klaus Hoffmann
- Tom Wlaschiha: Kriminalrat Hagen Forster
- August Wittgenstein: Oberleutnant zur See Karl Tennstedt
- Vicky Krieps: Simone Strasser
- Thierry Frémont: Inspektor Pierre Duval
- Franz Dinda: Oberleutnant zur See Robert Ehrenberg
- Lizzy Caplan: Carla Monroe
- Robert Stadlober: Hinrich Laudrup, Smut, LI
- Clemens Schick: Korvettenkapitän Johannes von Reinhartz
- Fritzi Haberlandt: Mutter Buchner